# Анхијала
Анхијала је у грчкој митологији била титанка, богиња топлоте ватре.

## Митологија
Била је Форонејева или Јапетова кћерка, а удата за Хекатера, са којим је живела на обронцима планине Иде (на Криту или Фригији), те заједно са њим персонификовала моћ прстију и руку да се створи и користи ватра. Њен брат је Прометеј, који је украо ватру боговима, а и њено име је вероватно изведено од речи , што би значило „открити“ и khlia и alee што значи „топлота“ и „пламен“. Међутим, њено име је можда изведено и од речи , што би означавало балу (дрва за потпалу) понесену под мишком. Њена деца су Дактили (у преводу „прсти“), нимфе Хекатериде, Кидно и Оакс (кога је можда имала са Аполоном). Изгледа да је била поистовећена са нимфом Акалом, која је, према причи, обитавала на истој планини, а и имена су им слична. Према неким тумачењима, она је заправо Реја, која је била бременита са Зевсом и молила је Земљу скрштених руку (отуда и назив) за помоћ. Геја се сажалила и родила је ратнике у пуној ратној опреми, спремне да је заштите (курети).